# Матрица: Воскрешение
«Матрица: Воскрешение» (англ. The Matrix Resurrections) — американский научно-фантастический боевик, четвёртая часть франшизы «Матрица». Продолжение фильма «Матрица: Революция» и первая лента в серии, созданная без участия основной творческой команды (режиссёра-сценариста Лилли Вачовски, продюсера Джоэла Сильвера, оператора Билла Поупа, монтажёра Зака Стэнберга, композитора Дона Дэвиса, художника-постановщика Оуэна Патерсона, специалиста по спецэффектам Джона Гаэты, художника по костюмам Ким Барретт, постановщика боевых сцен Юнь Вопхина, а также Чада Стахелски, Дэвида Литча и Гленна Босвелла в качестве каскадёров и постановщиков трюков). Лана Вачовски, сорежиссёр и соавтор сценария трёх предыдущих фильмов вместе с сестрой Лилли, на этот раз дебютировала в качестве единоличного режиссёра, написала сценарий совместно с Дэвидом Митчеллом и Александром Хемоном, стала одним из основных продюсеров. Основные роли снова сыграли Киану Ривз, Керри-Энн Мосс, Джада Пинкетт-Смит и Ламбер Вильсон; к ним присоединились Яхья Абдул-Матин II, Джессика Хенвик, Джонатан Грофф, Нил Патрик Харрис и другие актёры.
Фильм был снят компаниями Village Roadshow Pictures и Venus Castina Productions и вышел в американский кинопрокат 22 декабря 2021 года. В тот же день состоялся релиз на стриминг-сервисе HBO Max.

## Сюжет
Начало картины отсылает к вступительной сцене первого фильма: агенты гонятся за молодой Тринити. Наблюдающие за этим Багз и Сек обнаруживают, что история происходит не так, как было в источниках: Тринити задерживают. Они предполагают, что это только симуляция прошлого. Агенты замечают наблюдателей. Убегая, Багз попадает в бывшую квартиру хакера Нео. Туда её приводит один из агентов, который оказывается программой Морфеус. Багз выводит его из Матрицы, чтобы он помог ей найти Нео.
Томас Андерсон — всемирно известный геймдизайнер, живущий в Сан-Франциско. В своё время он руководил разработкой трилогии видеоигр «Матрица», а теперь его фирма Deus Machina приобретена корпорацией Warner Bros. Новые владельцы решают перезапустить проект и выпустить продолжение. Томас неохотно включается в работу, его мучают видения и кошмары, словно бы мир, в котором он живёт, нереален. Он посещает психоаналитика, который выписывает ему синие пилюли. В любимой кофейне Simulatte (Симуляция) Томас знакомится с женщиной по имени Тиффани: она далека от мира компьютерных игр, но слышала о «Матрице» и её создателе. Они договариваются о новой встрече.
Внезапно в здании Deus Machina объявляется пожарная тревога и начинается хаос. Морфеус предлагает Андерсону выйти из Матрицы, выбрав синюю или красную пилюли, но тот отказывается. Он снова встречается с Тиффани, причём решает, что где-то уже встречал её, и тревога только усиливается. После кофейни Томас, перебрав алкоголя, пытается спрыгнуть с крыши, чтобы удостовериться в своих способностях, но его вовремя спасает Багз. Она рассказывает Андерсону, что он находится в виртуальном мире, созданном искусственным интеллектом, в Матрице. На самом деле его зовут Нео и у него есть предназначение — спасти порабощённое Машинами человечество. Багз показывает силуэт белого кролика на плече и предлагает выбраться из плена. Нео соглашается и его извлекают из капсулы, в которой он лежал подключенный к Матрице, и переносят на корабль повстанцев Мнемозина (Mnemosyne). Командир корабля Багз знакомит Нео с командой и рассказывает предысторию. Со времени последней версии Матрицы, в которой Нео спас жителей Зиона, прошло 60 лет. После смерти Нео его тело было реанимировано и сохранено Машинами для собственных целей, матричный код воссоздан и затем надёжно скрыт. Повстанцам стоило немалого труда найти его. Для них Нео — живая легенда.
Нео с командой возвращается в подземный город повстанцев. Им руководит состарившаяся Ниоба, ставшая генералом армии людей. Оказывается, сам Зион всё же был разрушен, и теперь вместо него отключенные от Матрицы люди живут в новом городе — Ио. Ниоба рассказывает Нео, что в определённый момент у Машин возник дефицит энергии, из-за чего началась война машин друг с другом. Люди научились перепрограммировать некоторые машины и использовать их затем в своих целях. Повстанцам помогают искусственные существа — сентиненты, одним из которых стал Морфеус. Нео не совсем понимает, что от него требуется в этот раз, но соглашается помочь. Однако он настаивает на том, что нужно вызволить из Матрицы и Тринити, существующую там под именем Тиффани, ведь её тоже восстановили и скрыли в Матрице. Есть обязательное условие: Тринити должна сама захотеть вернуться в реальный мир.
Повстанцы организуют опасную операцию по освобождению Тринити. Нео приходится противостоять армии ботов, что пришли на смену агентам из прошлых версий, и изменённому агенту Смиту, который уже не так опасен, а в мире новой Матрицы стал руководителем компании Deus Machina. Помогает им повзрослевшая Сати, девочка-программа, знакомая Нео как дочь в семье Рамы Кандра, которых он встретил в третьем фильме на станции метро — точке между реальным миром и Матрицей.
В решающий момент освобождения Тринити психоаналитик Андерсона замедляет время в Матрице. Он оказывается новым управляющим Матрицы и объясняет Нео, что спрятал его и Тринити, так как их взаимодействие высвобождало массу энергии, необходимой для машин; теперь он ни в коем случае не отпустит Тринити, хотя сама она уже приняла решение выйти из Матрицы. Внезапно вмешивается агент Смит, ставший союзником Нео. Он останавливает Аналитика и даёт Нео и Тринити возможность бежать. Весь виртуальный город превращается в армию ботов. Преследователи загоняют героев на крышу здания. Нео удаётся уничтожить вертолёты Матрицы, но к нему не возвращается способность летать, и героям остаётся только спрыгнуть с крыши высотки в надежде на чудо. Во время падения способность к полёту обретает Тринити. Нео и Тринити отключаются от Матрицы и воссоединяются, наконец, в реальном мире.
В концовке Нео и Тринити снова посещают Аналитика. Издеваясь, Тринити несколько раз калечит его, но тот сразу восстанавливается. Аналитик объясняет, что мир Матрицы был симуляцией внутри симуляции — его игрой ума. Нео и Тринити говорят, что отныне сами будут строить этот мир.
В сцене после титров сотрудники Deus  Machina на совещании обсуждают новое бизнес-направление. Один из сотрудников констатирует, что игры, фильмы и даже журналистика давно мертвы — миру нужно что-то реактивное и более виральное. Один из них предлагает новый гениальный бизнес-план: снимать вирусные видео с котиками, которых, как известно, все обожают. Рабочее название проекта — «Котятрица».

## В ролях
- Киану Ривз — Томас Андерсон / Нео
- Кэрри-Энн Мосс — Тиффани / Тринити
  - Эллен Холлман — Эхо, молодая проекция Тринити
- Яхья Абдул-Матин II — Морфеус / агент Смит
- Джонатан Грофф — Смит
- Джессика Хенвик — Багз
- Нил Патрик Харрис — Аналитик
- Джада Пинкетт Смит — Ниоба
- Приянка Чопра Джонас — Сати
- Кристина Риччи — Гвин де Вер
- Ламбер Вильсон — Меровинген
- Эндрю Колдуэлл[англ.] — Джуд
- Тоби Онвумере — Секвойя
- Макс Римельт — Шеперд
- Йошуа Гроте — FunktIøn (нем.)
- Брайан Дж. Смит — Берг
- Эрендира Ибарра — Лекси
- Макс И. Соммерс — Скрос
- Л. Трей Уилсон — Ханно
- Мамби Майна[англ.] — Эллстер
- Макс Мауфф[англ.] — Куиллион
- Пураб Коли[англ.] — Зен
- Фрима Аджимен — Астра
- Сабрина Штрель — Фиона
- Эндрю Ротни — Скотт
- Купер Риверс — Джи-Джей
- Лео Шэн[англ.] — Робби
- Тельма Хопкинс — Фрея
- Чад Стахелски — Чад, муж Тиффани (Тринити)
- Джулиан Грей[англ.] — Брэндон, сын Тиффани
- Гейдж Чат — Донни
- Тайгер Чен[англ.] — M.O.T.C (англ.)
- Амадей Уайланд — агент Уайт
- Стивен Данливи — агент Джонс

## Производство и релиз
Создавая фильмы трилогии «Матрица», Вачовски рассказали, что не собираются выпускать продолжения после «Революции». Вместо этого они одобрили производство видеоигры The Matrix Online, которая была объявлена официальным продолжением. В феврале 2015 года Лилли Вачовски в интервью назвала возвращение к «Матрице» «особенно отталкивающей идеей в наше время», отметив сомнительную тенденцию студий к сиквелам, перезапускам и адаптациям оригинальных материалов. Лана Вачовски, обращаясь к слухам о том, будет ли продолжение, заявила, что она ничего не слышала об этом, но полагает, что студия, возможно, заменит их на посту режиссёра.
В марте 2017 года Warner Bros. находилась на ранних стадиях разработки потенциального перезапуска франшизы и в стадии переговоров с Заком Пенном. Присоединиться к производству фильма должен был и Майкл Б. Джордан. По данным The Hollywood Reporter, ни Вачовски, ни Джоэл Сильвер не были вовлечены в это начинание, хотя студия хотела бы получить «как минимум благословение Вачовски». Пенн рассказал, что слова «перезагрузка» и «ремейк» были неточными по отношению к новому фильму, и вместо этого он интересуется просмотром историй, происходящих в уже установленной вселенной. Киану Ривз сказал, что вернется в новый фильм «Матрица» только в том случае, если Вачовски будут писать сценарий и режиссировать.
В мае 2019 года Чад Стахелски, работавший координатором трюков в нескольких фильмах Вачовски, в том числе в трилогии «Матрица», заявил, что сёстры участвуют в работе над новой частью франшизы, хотя он не знал точно, будут ли они режиссёрами проекта. Вскоре Стахелски опроверг свои слова, объяснив, что он «говорил гипотетически и не хотел подтверждать их участие».
Фильм был официально анонсирован в августе 2019 года. Сценарий написали Лана Вачовски, Александр Хемон и Дэвид Митчелл, Лана Вачовски стала режиссёром. Киану Ривз и Кэрри-Энн Мосс получили, как и в предыдущих фильмах франшизы, роли Нео и Тринити соответственно. К актёрскому коллективу присоединились Яхья Абдул-Матин II и Нил Патрик Харрис, в октябре 2019 года начались переговоры с Джадой Пинкетт-Смит. Позже роли в фильме получила Кристина Риччи, Тельма Хопкинс, Эндрю Колдуэлл. В камео приняли участие Даниэл Бернхардт, вернувшийся к образу агента Джонсона из второй ленты, и Том Харди, однако сцены с их участием не вошли в кинотеатральную версию фильма.
Съёмки начались 4 февраля 2020 года в Сан-Франциско под кодовым названием «Проект „Мороженое“» (англ. Project Ice Cream).
Изначально фильм должен был выйти в прокат 21 мая 2021 года, но из-за пандемии COVID-19 премьеру перенесли на 1 апреля 2021 года, а потом снова отложили. В итоге в американский кинопрокат фильм вышел 22 декабря 2021 года. В тот же день состоялся релиз на стриминг-сервисе HBO Max, где лента стала доступна на 31 день.
Видеоигра
К фильму вышла технодемо видеоигра The Matrix Awakens (2021).

## Отзывы
Фильм получил смешанную реакцию критиков. На сайте-агрегаторе рецензий Rotten Tomatoes общий рейтинг критиков, оставивших 357 отзывов, составляет 63 % со средней оценкой 6,2 из 10. На сайте Metacritic он получил от критиков среднюю оценку 63 из 100, опираясь на 57 рецензий. Лоренс Фишберн рассказал, что картина получилась не такой плохой, как ожидалось, но и не такой хорошей, как он надеялся.
Фильм высоко оценила кинокритик Кэти Уолш, увидевшая в «Воскрешении» приятное напоминание «о том, что дорогие боевики могут быть хорошо освещены, потрясающе оформлены и, да, красочны». Рецензент The Independent поставила фильму 4 балла из 5. Gizmodo назвал «Воскрешение» «отличным продолжением „Матрицы“», которое знает, чего хочет зритель и даёт это в неожиданной форме. Мэтт Сингер из ScreenCrush написал, что «Матрица» смогла «воскреснуть, несмотря на некоторые трудности благодаря очевидной привязанности Вачовски к персонажам» и любви актёров к показанному во франшизе миру.
Мамору Осии назвал фильм возвращением к истокам «Матрицы», ближе всего к развлечению, что изначально стремились сделать Вачовски. По его словам, стиль съёмок не изменился: «Если бы не было ни Киану Ривза, ни Кэрри-Энн Мосс, он бы развалился». Хидэо Кодзима отказался считать «Матрицу: Воскрешение» сиквелом или ремейком — это не что иное, как связующее звено всей трилогии. Махиро Маэда и Кодзи Моримото, участвовавшие в создании «Аниматрицы», полагают, что экранизация в целом качественная и демонстрирует «должную эволюцию».
Обозреватель портала Film.ru высоко оценил визуальную составляющую картины. Он увидел в сюжете определённую наивность и дидактичность, но при этом счёл важным плюсом «как будто устаревший оптимизм» картины. Рецензент журнала «Мир фантастики» охарактеризовал фильм как «остроумный комментарий к трилогии и культу, сложившемуся вокруг неё», уточнив, что, «как и любой комментарий», он не обязателен к просмотру.
Звучали и более негативные оценки. Обозреватель The Guardian поставил фильму 2 балла из 5 со словами: «На самом деле „Воскрешение“ не слишком помогает избавиться от разочарования, которое, словно облако, нависло над зрительными залами в конце третьего фильма в 2003 году. Этот фильм создан, чтобы положить начало возможному новому циклу, но в нём нет настоящей творческой жизни. Там, где оригинальный фильм был взрывоопасно инновационным, этот — просто ещё один образец интеллектуальной собственности, алгоритм неоригинальности». Рецензент The Verge похвалил игру актёров и визуальные эффекты, но раскритиковал сценарий, раскрытие новых характеров и переделку старых персонажей, рассказав о своём разочаровании.
На страницах The Times «Воскрешение» назвали «ещё одним по-настоящему ужасным продолжением»; фильм получил всего одну звезду за поверхностность, сходство с предыдущими частями франшзы, самоповторы и низкое качество экшена. Амелия Эмбервинг из IGN поставила фильму 4 балла из 10, похвалив игру актёров, но раскритиковав сценарий и визуальные эффекты. По её словам, «„Воскрешение“ — это тот фильм, который войдёт в историю культуры, потому что он до смешного плох». В той же рецензии она охарактеризовала картину как «набор действительно хороших идей, собранных вместе, чтобы создать плохой, а иногда и уродливый фильм».

## Продолжение
После выхода фильма продюсер Джеймс Мактиг сообщил Collider, что выпуск дальнейших фильмов «Матрицы» не планируется, хотя он считает, что открытый финал фильма означает, что ситуация может измениться в будущем.
В апреле 2024 года было объявлено, что Warner Bros. разрабатывает новую часть франшизы, а Дрю Годдард будет назначен сценаристом и режиссёром после успешной презентации с руководителями студии. Лана Вачовски выступит исполнительным продюсером